# Domagoj Novokmet
Domagoj Novokmet (Zagreb, 22. ožujka 1977.) hrvatski je televizijski novinar, scenarist i voditelj.

## Životopis
Najstariji je od trojice braće. U početku je jako volio informatiku i matematiku, Novokmet godine 1994., dok je još pohađao XV. gimnaziju u Zagrebu, počinje raditi na televiziji postavši voditeljem Briljanteena, emisije za mlade koju ne napušta od prve emisije do kraja 6. sezone. Nakon toga vodi dječju emisiju Dizalica. i uz to što je u navedenim emisijama bio scenarist, radio je scenarije i za druge TV emisije HRT-a, uključujući i Doru. Novokmet je hrvatskoj javnosti najpoznatiji kao višegodišnji (od 2004.) voditelj popularne TV emisije Dobro jutro, Hrvatska.
Godine 2005. Novokmet se pojavio u jednoj epizodi TV serije "Bitange i princeze". Diplomirao je ekonomiju na Ekonomskom fakultetu u Zagrebu. Član je HND-a, Hrvatskog društva filmskih djelatnika i Volonterskog centra Zagreb, u kojem je u dva mandata bio i član Upravnog obora.
U jesen 2017. godine prelazi na N1 televiziju gdje postaje urednik i voditelj informativnih emisija kao što su Dnevnik kasnije poznat kao Pregled dana, N1 Studio uživo, Novi dan i Newsroom.
21. siječnja 2025. godine zagrebačka N1 televizija predstavlja reorganizaciju poslovanja radi osiguravanja održivosti i budućeg razvoja. Televizija od toga dana mijenja televizijsku shemu, a dio djelatnika dobiva otkaz. Od tada Novokmeta više nema u televizijskom programu N1 televizije, a u medijima je objavljeno kako 15. veljače 2025. godine prelazi na Al Jazeera Balkans.
- 2010. – 2012. urednik Mozaičnog programa HTV-a.
- 2012. vršitelj dužnosti Glavnog ravnatelja HRT-a.
- 2013. vršitelj dužnosti Urednika Informativnog programa HTV-a.
- 2017. voditelj i urednik informativnih emisija N1 televizije

## Vanjske poveznice
- Domagoj Novokmet u internetskoj bazi filmova IMDb-u (engl.)